# Riola Sardo
Riola Sardo é uma comuna italiana da região da Sardenha, província de Oristano, com cerca de 2.126 habitantes. Estende-se por uma área de 48 km², tendo uma densidade populacional de 44 hab/km². Faz fronteira com Baratili San Pietro, Cabras, Narbolia, Nurachi, San Vero Milis.